# Powhatan (Arkansas)
Powhatan est une ville située dans le comté de Lawrence, dans l’État de l’Arkansas, aux États-Unis. Sa population s’élevait à 72 habitants lors du recensement de 2010, estimée à 69 habitants en 2016.

## Démographie
| 1880 | 1890 | 1900 | 1910 | 1920 | 1930 | 1940 | 1950 |
| ---- | ---- | ---- | ---- | ---- | ---- | ---- | ---- |
| 196  | 220  | 249  | 191  | 134  | 110  | 137  | 120  |

| 1960 | 1970 | 1980 | 1990 | 2000 | 2010 | - | - |
| ---- | ---- | ---- | ---- | ---- | ---- | - | - |
| 136  | 84   | 49   | 51   | 50   | 72   | - | - |

## Source
- (en) Cet article est partiellement ou en totalité issu de l’article de Wikipédia en anglais intitulé « Powhatan, Arkansas » (voir la liste des auteurs).

1. ↑  « Statistiques des États-Unis - Arkansas - Profils des communautés de 2010 » (consulté en novembre 2020)